# Sweet Dreams (Are Made of This)
"Sweet Dreams (Are Made of This)" é uma canção do grupo britânico Eurythmics, lançada como single em 1983. Faz parte do álbum Sweet Dreams (Are Made of This), de 1983. Foi composta por Annie Lennox e David A. Stewart. Tornou-se o maior e mais popular hit do grupo, sendo interpretada por Marilyn Manson em 1995, no álbum Smells Like Children. A canção foi também publicada na revista Rolling Stones,  As 500 Maiores Músicas de Todos os Tempos, ocupando o 356° Lugar.

## Faixas do Single
| Vinil 7 pol. |                                   |                                 |         |  |
| N.º          | Título                            | Compositor(es)                  | Duração |  |
| 1.           | "Sweet Dreams (Are Made of This)" | Annie Lennox e David A. Stewart | 3:34    |  |
| 2.           | "I Could Give You (A Mirror)"     |                                 | 3:51    |  |

| Vinil 12 pol. |                                   |                                 |         |  |
| N.º           | Título                            | Compositor(es)                  | Duração |  |
| 1.            | "Sweet Dreams (Are Made of This)" | Annie Lennox e David A. Stewart | 4:48    |  |
| 2.            | "I Could Give You (A Mirror)"     |                                 | 3:51    |  |

## Vídeo da música
O vídeo da música "Sweet Dreams" foi feito por Chris Ashbrock e foi filmado em janeiro de 1983, pouco antes de o single e o album serem lançados.
O vídeo começa com um punho (provavelmente de Stewart) batendo na mesa, com a câmera revelando Lennox em uma sala de reuniões, com as imagens de Satrun V projetadas em uma tela atrás dela, sendo posteriormente substituídas por imagens de uma multidão andando por uma rua. Stewart é mostrado digitando em um computador. A câmera corta para Lennox e Stewart meditando sobre a mesa. Stewart então é mostrado tocando um violoncelo em um campo. A cena então retorna para a sala de reuniões, com Lennox e Stewart deitados na mesa e uma vaca andando em torno deles. Stewart é mostrado novamente digitando no computador, com a vaca mastigando ao lado dele. A certa corta para a dupla em um campo, com um rebanho de vacas, Stewart ainda digitando. Lennox e Stewart são, então, vistos navegando em um barco, com Stewart novamente tocando um violoncelo. O vídeo termina com Lennox deitada na cama, e com a última imagem sendo de um livro sobre uma mesa de cabeceira parecido com a capa de um álbum. A tela, em seguida, escurece como Lennox desliga a lâmpada de cabeceira.
A imagem androgina de Lennox, com cabelos cor de laranja e vestindo um terno de homem e brandindo uma bengala. Sua imagem além-gênero seria mais explorada em outros vídeos do Eurythmics como "Love Is a Stranger" e "Who's That Girl?"
Um segundo vídeo também foi produzido, com Lennox e Stewart em um trem. Um tiro close-up de Lennox é visto ocasionalmente enquanto canta a música.

## Versão de Marilyn Manson
Marilyn Manson lançou sua versão de "Sweet Dreams (Are Made of This)" no álbum Smells Like Children, de 1995. Esta versão foi composta por Marilyn Manson, Twiggy Ramirez e Dave Stewart.

## Faixas do Single
| N.º | Título                            | Compositor(es)                                | Duração |  |
| 1.  | "Sweet Dreams (Are Made of This)" | Marilyn Manson, Twiggy Ramirez e Dave Stewart | 4:25    |  |
| 2.  | "Dance of the Dope Hats (Remix)"  |                                               | 4:46    |  |
| 3.  | "Down in the Park"                |                                               | 4:58    |  |
| 4.  | "Lunchbox"                        |                                               | 4:47    |  |

## Outras versões
A música foi sampleada por De La Soul, Britney Spears e 50 Cent, entre outros. Artistas que interpretaram a música foram: Yo La Tengo, Mika entre outros.
A música foi usada juntamente com um vídeo gravado por Britney Spears na voz de Marilyn Manson como parte de um video interlude na The Circus Starring: Britney Spears, além disso, a cantora também usou as batidas da música na sua versão original na música Everybody do álbum Blackout, também usando a frase "everybody is looking for something" no início e no final da música, sendo que as batidas duram quase a música inteira.
No filme Sucker Punch a atriz principal Emily Browning interpreta uma versão densa e melodiosa.
No filme X-Men: Apocalipse, o mutante Mercúrio, ouve, calmamente essa música, enquanto salva, com sua super velocidade, os mutantes da explosão da Mansão Xavier.
A cantora inglesa Leona Lewis também regravou a música, incluída no seu álbum The Labyrinth Tour – Live at the O2.

## Renascimento da canção no Brasil

### Versão de Sr. Sider
Sweet Dreams (Are Made of This) se popularizou novamente em 2016-2017 com a versão funk carioca da canção. O remix foi produzido pelo DJ Sr. Sider, que sampleou a versão original. Intitulado de Sweet Dreams (Are Made of This) (Funk Remix), a música ganhou destaque através de memes da Internet, como o "Caindo no Casos de Família", que surgiu num episódio do programa Casos de Família. Após a repercussão da música, ela passou a fazer parte de diversos programas de TV, como Pânico na Band, Encrenca e outros.

## Faixas dosingle
| N.º | Título                            | Compositor(es)                | Duração |  |
| 1.  | "Sweet Dreams (Are Made of This)" | Twiggy Ramirez e Dave Stewart | 2:17    |  |